# Gwiździny (powiat elbląski)
Gwiździny – wieś w Polsce położona w województwie warmińsko-mazurskim, w powiecie elbląskim, w gminie Godkowo.
W latach 1975–1998 miejscowość należała administracyjnie do województwa elbląskiego. Miejscowość leży w historycznym regionie Prus Górnych.